# Sinikka Kukkonen
Sinikka Maire Kukkonen (* 1. August 1947 in Tervo; † 25. Juli 2016 in Heinola) war eine finnische Orientierungsläuferin und Ski-Orientierungsläuferin.

## Karriere
Sinikka Kukkonen startete in den 1970er Jahren bei fünf Sommer-Weltmeisterschaften im Orientierungslauf. Dabei hatte sie im Einzellauf 1976 im schottischen Aviemore mit Platz 7 ihr bestes Resultat. Mit der finnischen Staffel gewann sie 1972 in der Tschechoslowakei zusammen mit Pirjo Seppä und Liisa Veijalainen den Titel. 1976 wurde sie Staffel-Zweite. Bei finnischen Meisterschaften gewann Kukkonen insgesamt sechs Titel, darunter 1972 die drei Titel über die Kurz-, die Langdistanz und im Nachtlauf.
Im Ski-Orientierungslauf gewann sie bei der ersten Weltmeisterschaft, die 1975 im finnischen Hyvinkää ausgetragen wurde, den Titel. Außerdem wurde sie in der Staffel mit Raili Sallinen und Aila Flöjt Weltmeisterin. Bei den folgenden drei Weltmeisterschaften im Ski-Orientierungslauf gewann sie in der Staffel zwei weitere Goldmedaillen und einmal Silber. Im Einzel wurde sie 1977 im bulgarischen Welingrad hinter den Schwedinnen Marianne Bogestedt und Sonja Johannesson Dritte. Bei den Weltmeisterschaften 1980 und 1982 wurde sie Einzellauf-Dritte. In Finnland gewann sie zwischen 1972 und 1977 ununterbrochen den nationalen Titel, ein weiteres Mal 1980. Mit der Staffel – sie lief während ihrer Karriere für die Vereine Pielaveden Sampo, Juvan Urheilijat und Lahden Suunnistajat -37 – gewann sie die finnische Meisterschaft fünfmal.
Die Ski-Orientierungsläuferin Sirpa Kukkonen ist Sinikka Kukkonens jüngere Schwester.

## Platzierungen

### Orientierungslauf
Weltmeisterschaften:
- 1970: 32. Platz Einzel, 4. Platz Staffel
- 1972: 25. Platz Einzel, 1. Platz Staffel
- 1974: 22. Platz Einzel, 5. Platz Staffel
- 1976: 7. Platz Einzel, 2. Platz Staffel
- 1978: 22. Platz Einzel

Nordische Meisterschaften:
- 1973: 4. Platz Einzel, 2. Platz Staffel
- 1975: 10. Platz Einzel, ?. Platz Staffel

Finnische Meisterschaften:
- Finnische Meisterin Kurzdistanz 1972
- Finnische Meisterin Langdistanz 1972, 1974, 1975 und 1976
- Finnische Meisterin Nacht-OL 1972 und 1973

### Ski-Orientierungslauf
Weltmeisterschaften:
- 1975: 1. Platz Einzel, 1. Platz Staffel
- 1977: 3. Platz Einzel, 1. Platz Staffel
- 1980: 4. Platz Einzel, 1. Platz Staffel
- 1982: 4. Platz Einzel, 2. Platz Staffel

Finnische Meisterschaften:
- Finnische Meisterin Einzellauf 1972, 1973, 1974, 1975, 1976, 1977 und 1980
- Finnische Meisterin Staffel 1974, 1976, 1977, 1981, 1982